# كو: زائر من المحيط
كو: زائر من المحيط (باليابانية: 遠い海から来たCOO، بالروماجي: Tōi Umi kara Kita Coo) «اومي كاراكاتا كوو» (كو من البحار البعيدة) هي رواية يابانية من تأليف تاميو كاجياما، نشرت من كادوكاوا شوتين في عام 1988. حولت إلى فيلم أنمي من قبل استوديو توي أنيميشن، عرض الفيلم في 19 ديسمبر عام 1993. الرواية فازت بجائزة Naoki Prize اليابانية في عام 1988. تم دبلجة الفيلم إلى العربية من قبل مركز الزهرة، وعرض على قناة سبيس باور.

## نبذة عن الفيلم
حولت الرواية إلى فيلم أنمي اسمه (COO: 遠い海から来たＣＯＯ Kū: Tōi Umi kara Kita Kū)، أصدر الفيلم في عام 1993 بإستديوهات توي أنيميشن، تميز الفيلم برسوم متقنة وإخراج مميز وبالتالي مثل الرواية خير تمثيل. تدور القصّة حول الفتى يوسوكي الذي يجد صغير ديناصور رضيع، يواجه يوسوكي المتاعب حتى يحافظ على حياة الدناصور صغير.

## روابط خارجية
- Coo: Tōi Umi kara Kita Coo (أنمي) في شبكة أخبار الأنمي